# Iwona Piórko
Iwona Daria Piórko-Bermig – polska urzędniczka, od 2021 ambasadorka Unii Europejskiej w Singapurze. 

## Życiorys
Iwona Piórko w latach 1992–1997 studiowała iberystykę na Wydziale Neofilologii Uniwersytetu Warszawskiego. W latach 1997–1998 uzyskała tytuł Master of Arts in Advanced European Studies w Kolegium Europejskim. W latach 2001–2005 odbyła studia doktoranckie na Uniwersytecie Sussex zakończone uzyskanie stopnia doktora w zakresie europejskiej polityki sąsiedztwa.
W latach 1999–2000 pracowała jako asystentka w Kolegium Europejskim. W 2005 rozpoczęła karierę w strukturach unijnych, początkowo w Komisji Europejskiej, zaś od 2014 w Europejskiej Służbie Działań Zewnętrznych, w tym od 2017 na stanowiskach kierowniczych. 1 września 2021 rozpoczęła misję jako ambasadorka Unii Europejskiej w Singapurze.
Posługuje się biegle angielskim, francuskim i hiszpańskim. Mężatka, matka córki.